# TextSecure
TextSecure est une ancienne application mobile gratuite sur Android. Elle permet d'envoyer des SMS chiffrés à d'autres utilisateurs de l'application. Elle était développée par Open Whisper Systems et distribuée comme logiciel libre et open source sous la licence GPLv3. 
TextSecure a été remplacé par Signal, du même éditeur, le 29 juillet 2014. Un fork de TextSecure a été créé par des utilisateurs voulant conserver le pouvoir de chiffrer ses SMS : Silence, qui est depuis l’application de référence pour les SMS.
TextSecure était en novembre 2014 un des deux seuls logiciels de messagerie instantanée avec Cryptocat à remplir tous les critères de sécurité d'un test effectué par l'Electronic Frontier Foundation.

## Histoire

### De TextSecure à Signal
TextSecure est une ancienne application mobile open source de messagerie pour Android développée par Open Whisper Systems et qui utilise une version modifiée de OTR. Elle permet d'envoyer des messages chiffrés à d'autres utilisateurs de l'application. TextSecure a été remplacé par Signal (du même éditeur) le 29 juillet 2014.

### Fork
En mars 2015, la société éditrice, Open Whisper Systems, remplace TextSecure par Signal qui est la version 2.0 de Textsecure. La principale différence est que les messages passent désormais par Internet au lieu d'être de passer par le réseau GSM (là où transitent également les SMS).
Des développeurs ont voulu garder cette caractéristique de TextSecure (de ne pas passer par Internet). Ils ont pour cela développé un fork qui est un clone de TextSecure : Silence.
À la suite de la décision d'Open Whisper Systems d'arrêter le support des SMS, et pour tenter de limiter sa dépendance aux plateformes Google Market et Google Cloud Messaging, une partie des développeurs a décidé de créer SMSSecure (qui a été renommé Silence), clone de TextSecure, mais sans les deux points sus-cités,,,.

### Sécurité: faille Stagefright
Le 27 juillet 2015, la firme Zimperium a révélé avoir repéré une faille dans la bibliothèque Stagefright (bibliothèque) (en) utilisée par nombre d'applications Android pour afficher les contenus non textuels, dont les applications de MMS par défaut. TextSecure ne faisant pas de pré-chargement d'images, il n'est pas vulnérable au 0-clic, mais peut l'être au 1-clic[pas clair].

### Recommandations
TextSecure était en novembre 2014 un des deux seuls logiciels de messagerie instantanée avec Cryptocat à remplir tous les critères de sécurité d'un test effectué par l'Electronic Frontier Foundation.